# Роскошь (Хабаровский край)
Ро́скошь — село в Вяземском районе Хабаровского края России.

## География
Село Роскошь стоит рядом с автотрассой «Уссури», расстояние до районного центра города Вяземский (на север) около 30 км.
На запад от села идёт дорога к станционному посёлку Гедике, расстояние около 3 км.

## Население
| 1915 | 1926 | 2002 | 2010 | 2011 | 2012 | 2021 |
| ---- | ---- | ---- | ---- | ---- | ---- | ---- |
| 343  | ↘314 | ↘4   | ↘1   | →1   | →1   | ↘0   |